# Coptopteryx pusilla
Coptopteryx pusilla är en bönsyrseart som beskrevs av Max Beier 1935. Coptopteryx pusilla ingår i släktet Coptopteryx och familjen Mantidae. Inga underarter finns listade i Catalogue of Life.